# リチャード・E・テイラー
リチャード・エドワード・テイラー（Richard Edward Taylor, 1929年11月2日 - 2018年2月22日）は、カナダ生まれのアメリカ合衆国で活躍した物理学者である。1990年、ヘンリー・ケンドール 、ジェローム・アイザック・フリードマンとノーベル物理学賞を受賞した。
カナダのアルバータ州に生まれた。アルバータ大学で学んだ後、スタンフォード大学で学位を得た。1958年にフランスに渡り、加速器の研究に加わり、1961年、アメリカに戻ってスタンフォード線形加速器センター（SLAC）などで加速器を使った研究に加わった。ノーベル物理学賞を受賞した功績はスタンフォード線型加速器センターの電子－陽子衝突実験で、陽子の内部構造を確認し、クォーク模型を実証したものである。1997年王立協会フェロー選出。